# Антіпов Вадим Петрович
Вадим Петрович Антіпов (нар. 11 вересня 1988) — український футболіст, нападник та захисник.

## Клубна кар'єра
Вихованець клубів УФК (Дніпропетровськ), «Кривбас» (Кривий Ріг) та «Обрій» (Нікополь), в складі яких виступав у ДЮФЛУ. У 2006 році розпочав футбольну кар'єру в чернігівській «Десні». Потім виступав у клубах «Нафтовик-Укрнафта» (Охтирка) та «Фенікс-Іллічовець» (с. Калініне). У 2010 році виїхав за кордон, де підписав контракт з чеською «Дуклою» (Прага). У 2011 році переїхав до Литви, де став гравцем ФК «Мажейкяй». На початку 2012 року змінив клуб на «Круою». Влітку 2012 року повернувся в Україну, побував на перегляді в донецькому «Олімпіку», але команді не підійшов й підписав контракт з дніпродзержинською «Сталлю». На початку лютого 2013 року відправився на перегляд до ФК «Полтави», а в середині лютого підписав повноцінний контракт з полтавчанами. Наприкінці серпня 2013 року залишив полтавчан та підсилив ФК «Карлівку». Наприкінці березня 2014 року залишив розташування клубу. Потім виступав за аматорський клуб ВПК-Агро (8 м'ячів, 4 голи). Наприкінці липня 2014 року відправився на перегляд до криворізького «Гірника», а згодом підписав контракт з клубом. Під час зимового трансферного вікна сезону 2014/15 років залишив розташування «Гірника». У 2015 році став гравцем аматорського «Інгульця» з Петрового. Напередодні старту сезону 2015/16 років підсилив склад друголігової новокаховської «Енергії».

## Кар'єра в збірній
У 2004 році провів 2 поєдинки в складі юнацької збірної України (U-16).
Виступав у молодіжній збірній України, у футболці якої зіграв 3 товариські матчі: проти однолітків з Португалії та Нідерландів та київського «Арсеналу». Саме в поєдинку проти киян Вадим відзначився дебютним голом у футболці української молодіжки.